# Che torna a ffà!/Nun 'e pè tte
Che torna a ffà!/Nun 'e pè tte, pubblicato nel 1968, è un singolo del cantante italiano Mario Trevi.

## Storia
Il disco contiene due brani inediti di Mario Trevi.

## Tracce
Lato A
- Che torna a ffà! (Marigliano-Di Domenico)

Lato B
- Nun 'e pè tte  (Aperuta-Sorrentino)

## Incisioni
Il singolo fu inciso su 45 giri, con marchio Durium (QCA 1392).
Direzione arrangiamenti: M° Eduardo Alfieri.